# Talsperre Rapel
Die Talsperre Rapel bzw. das Kraftwerk Rapel (spanisch Central [hidroeléctrica] Rapel) ist ein Stausee mit angeschlossenem Wasserkraftwerk am Río Rapel in Chile. Das Wasser des Stausees stammt hauptsächlich von den Flüssen Tinguiririca und Cachapoal, die sich etwa 5 Kilometer vor dem See zum Río Rapel vereinigen.

## Lage
Die Talsperre liegt in der Region VI, ungefähr 40 bis 70 km südöstlich der Mündung des Río Rapel in den Pazifik entfernt und ca. 120 km südwestlich der Hauptstadt Santiago de Chile.

## Geschichte
Mitte der 1960er Jahre wurde mit dem Bau von größeren Wasserkraftwerken in Chile begonnen, um die Stromerzeugung signifikant zu erhöhen. Das Kraftwerk Rapel ging im Jahr 1968 als erstes dieser Wasserkraftwerke in Betrieb. Es ist im Besitz der Empresa Nacional de Electricidad S.A. Chile (ENDESA) und wird auch von ENDESA betrieben. Bei der Errichtung der Talsperre war das Ingenieurbüro von André Coyne und Jean Bellier als Berater tätig.

## Absperrbauwerk
Das Absperrbauwerk ist eine Bogenstaumauer aus Beton mit einer Höhe von 112 m über der Gründungssohle. Die Länge der Mauerkrone beträgt 350 m. Die maximale Dicke der Staumauer beträgt 18,6 m, die minimale 5,5 m. Es wurden 760.000 m³ Beton und 29.000 t Stahl verbaut.
Die Staumauer verfügt sowohl über einen Grundablass als auch über eine Hochwasserentlastung mit jeweils 3 Toren auf beiden Seiten. Über den Grundablass können maximal 700 m³/s abgeführt werden, über die Hochwasserentlastung maximal 9300 m³/s. Das Bemessungshochwasser liegt bei 10.000 m³/s; die Wahrscheinlichkeit für das Auftreten dieses Ereignisses wurde mit einmal in 1000 Jahren bestimmt.

## Stausee
Beim normalen Stauziel von 105 m über dem Meeresspiegel erstreckt sich der Stausee über eine Fläche von rund 80 km² und fasst 695,7 Mio. m³ Wasser – davon können 433,2 Mio. m³ zur Stromerzeugung genutzt werden. Das minimale Stauziel liegt bei 97 m.
Der Stausee wird auch für den Tourismus und Wassersport genutzt.

## Kraftwerk
Das Kraftwerk Rapel gehört mit einer installierten Leistung von 377 MW zu den größten Wasserkraftwerken in Chile (Stand April 2015). Die durchschnittliche Jahreserzeugung schwankt mit der Wasserführung des Rapel: sie lag im Jahre 2007 bei 541,68 Mio. kWh und im Jahre 2002 bei 1.495 Mio. kWh.
Die fünf Maschinen des Kraftwerks wurden 1968 in Betrieb genommen. Sie befinden sich in einem Maschinenhaus am Fuße der Staumauer. Die Francis-Turbinen und die Generatoren wurden von Hitachi geliefert. Die Turbinen leisten jede maximal 75,4 MW. Die Generatoren haben eine Nennspannung von 13,8 kV. In der Schaltanlage wird die Generatorspannung von 13,8 kV mittels Leistungstransformatoren auf 230 kV hochgespannt.
Die maximale Fallhöhe beträgt 76 m. Der maximale Durchfluss liegt bei 107 m³/s je Turbine.